# Algodão de Jandaíra
Algodão de Jandaíra är en kommun i Brasilien.   Den ligger i delstaten Paraíba, i den östra delen av landet, 1 600 km nordost om huvudstaden Brasília. Antalet invånare är 2 366. Arean är 220 kvadratkilometer.
Terrängen i Algodão de Jandaíra är platt norrut, men söderut är den kuperad.
Omgivningarna runt Algodão de Jandaíra är huvudsakligen savann. Runt Algodão de Jandaíra är det ganska tätbefolkat, med 96 invånare per kvadratkilometer.